# الطريق الأوروبي E3
الطريق الأوروبي E3 هو عبارة عن سلسلة من الطرق في فرنسا، وهو جزء من شبكة الطرق الأوروبية الدولية للأمم المتحدة.